# Zsombor Antal
Zsombor Antal (* 7. März 1985 in Miercurea Ciuc) ist ein rumänischer Eishockeyspieler, der seit 2015 beim HSC Csíkszereda in der MOL Liga und der Rumänischen Eishockeyliga unter Vertrag steht.

## Karriere

### Club
Zsombor Antal, der der ungarischsprachigen Minderheit der Szekler in Rumänien angehört, begann seine Karriere als Eishockeyspieler beim Újpesti TE in der ungarischen Hauptstadt Budapest, für den er in der Ungarischen Eishockeyliga spielte. 2006 kehrte er in seine Geburtsstadt Miercurea Ciuc zurück, wo er bis 2009 für den HC Csíkszereda in der rumänischen Liga und im letzten Jahr auch in der multinationalen MOL Liga, die er mit seiner Mannschaft gewinnen konnte, aktiv war. Trotz dieses Erfolges stellte der HC Csíkszereda 2009 den Spielbetrieb aus finanziellen Gründen ein und Antal schloss sich dem ASC Corona 2010 Brașov, der sich damals noch Sport Club Municipal Fenestela 68 Brașov nannte, an, für den er ebenfalls in der MOL Liga und der rumänischen Eishockeyliga auf dem Eis stand. Mit den Kronstädtern gewann er 2014 den rumänischen Meistertitel sowie 2013 und 2015 den nationalen Pokalwettbewerb. Seit 2015 spielt er beim HSC Csíkszereda, dem traditionellen Club der Szekler in seiner Heimatstadt Miercurea Ciuc, mit dem er 2016 Pokalsieger wurde und 2018 das Double aus Meisterschaft gewinnen konnte. 2017 wurde er als bester Torvorbereiter der rumänischen Eishockeyliga ausgezeichnet.

### International
Antal spielt international im Gegensatz zu anderen Szeklern, die für Ungarn antreten, für sein Geburtsland Rumänien. Im Juniorenbereich war er bei der U20-Weltmeisterschaft 2005 in der Division II aktiv. Sein Debüt in der Herren-Nationalmannschaft gab er bei den Weltmeisterschaften der Division I 2007, konnte aber den Abstieg seines Landes in die Division II nicht verhindern. 2008, 2010 und 2011 nahm er an den Wettkämpfen der Division II der WM teil. Nachdem beim Turnier 2011 der Wiederaufstieg – auch dank zehn Assists von Antal, der damit gemeinsam mit dem Kroaten Marko Lovrenčić bester Vorbereiter des Turniers war – gelungen war, trat er 2012 und 2013 mit Rumänien in der Division I der WM an.
Zudem spielte er für Rumänien im November 2012 bei der Qualifikation für die Olympischen Winterspiele 2014 in Sotschi.

## Erfolge
- 2008 Aufstieg in die Division I bei der Weltmeisterschaft der Division II, Gruppe A
- 2009 Sieger der MOL Liga mit dem HC Csíkszereda
- 2011 Aufstieg in die Division I bei der Weltmeisterschaft der Division II, Gruppe B
- 2011 Bester Vorbereiter der Weltmeisterschaft der Division II, Gruppe B
- 2013 Rumänischer Pokalsieger mit dem ASC Corona 2010 Brașov
- 2014 Rumänischer Meister mit dem ASC Corona 2010 Brașov
- 2015 Rumänischer Pokalsieger mit dem ASC Corona 2010 Brașov
- 2016 Rumänischer Pokalsieger mit dem HSC Csíkszereda
- 2017 Bester Vorbereiter der rumänischen Eishockeyliga
- 2018 Rumänischer Meister und Pokalsieger mit dem HSC Csíkszereda

## MOL-Liga-Statistik
(Stand: Ende der Saison 2017/18)